# Església de Sant Pere de Sant Mateu
L'església de Sant Pere és un temple catòlic, sense ús litúrgic regular al Pla de Sant Pere de Sant Mateu (Baix Maestrat). És un edifici gòtic amb remodelació barroca.

## Història
Edifici civil en els primers moments, es va convertir en església ja en el segle xiii, en el que fou el primitiu nucli de la població, i possiblement és el temple més antic de Sant Mateu.
En el segle xviii l'edifici es transformà, amb la construcció de la façana, el campanar i el revestiment barroc de l'interior.
L'any 2004, amb motiu de convertir-se l'església en una de les seus de l'exposició Paisatges Sagrats, la fundació La Llum de les Imatges restaura l'església amb l'eliminació de les voltes barroques (sense valor artístic i molt deteriorades) i la consolidació de la fàbrica. Es manté el cobriment barroc de les pilastres fins a la cornisa.
Amb la Resolució de 12 de febrer de 1979, el Ministeri de Cultura incoa expedient per a la declaració com Bé d'Interés Cultural del Conjunt Històric de Sant Mateu, en el qual estava inclosa l'església de Sant Pere. Posteriorment, pel Decret 166/2002, de 24 de setembre, del Govern Valencià, es declara Bé d'Interés Cultural el Conjunt Històric de Sant Mateu, i l'església de Sant Pere queda qualificada de Bé de Rellevància Local.

## Arquitectura
Edifici de planta rectangular, de nau única amb sis trams dividits per arcs diafragma de mig punt que sostenen una coberta de fusta a dos aiguavessos, amb capçalera plana, sagristia i cor alt als peus. Des del segle xviii fins al 2004 es cobria la nau amb volta de canó amb llunetes.

### Façana
La façana principal, als peus de la nau, està rematada per una cornisa mixtilínia amb pitxers. Aquest frontis, de carreus, presenta una configuració simètrica, on els laterals sobresurten respecte a una part central afonada, que és on es troba una porta d'arc recte, amb dovelles en la part superior, i una motllura que cobreix el seu perímetre, i per damunt, tres fornícules que envolten una finestra rectangular. Els laterals són massissos, excepte dues troneres.

### Campanar
La torre campanar, als peus de l'església, en el costat de l'Evangeli, està integrada en la façana, on una de les seues cares forma un dels laterals. De planta quadrada, té tres cossos, els dos primers, massissos, i el tercer, el de les campanes, amb obertures en cada cara de mig punt. Està rematada per una teulada de quatre aiguavessos. L'altre lateral sembla l'inici d'una altra torre simètrica, que no es va realitzar.